# CH2M Hill
CH2M Hill (aussi dénommé CH2M) est un bureau d'études et une société de conseil en ingénierie basée aux États-Unis et œuvrant dans le monde (plus de 50 pays selon l'entreprise en 2018). Elle offre des services de consultation, de conception, de construction et d'exploitation aux entreprises, aux gouvernements (fédéraux, étatiques et locaux pour les États-Unis). 
Son siège social est basé à Meridian (en) dans le comté de Douglas du Colorado, dans la région métropolitaine de Denver-Aurora. 

En décembre 2013, CH2M comptait environ 26 000 employés et ses revenus en 2013 s'élevaient à 5,88 milliards de dollars. 
L'entreprise est détenue par certains de ses employés avec un marché boursier interne qui organise des événements d'achat et de vente trimestriels. 
CH2M HILL a annoncé un changement de nom le 13 avril 2015, adoptant le surnom CH2M tout en conservant "CH2M HILL Companies Ltd." comme nom légal du cabinet.

## Histoire
CH2M a été fondée en 1946 à Corvallis, dans l'Oregon par un professeur de génie civil de l'Oregon State University (Fred Merryfield) avec trois de ses étudiants: Holly Cornell, James Howland et Thomas Burke Hayes (l'entreprise a été nommée en l'honneur des fondateurs, Howland et Hayes partie). Cornell, Howland et Hayes étaient tous diplômés de l'Oregon State University. La société s'est baptisée CH2M Hill après une fusion en 1971 avec Clair A. Hill et Associates de Redding (Californie). La société a conservé son siège social en Oregon jusqu'en 1980, date à laquelle il a été décidé de déménager au Colorado, un lieu plus central dans les États-Unis.
En 2011, CH2M Hill annonce l'acquisition de l'entreprise britannique Halcrow pour 230 millions de livres, créant un ensemble de 30 000 salariés.
En août 2017 CH2M accepte de se faire racheter par Jacobs Engineering pour 2,85 milliards de dollars en cash et en actions. Les porteurs de parts ont approuvé l'accord de vente en décembre 2017,  et la vente a été annoncée le 18 décembre;